# Rライン
Rライン（英語: R-line）とは、フォルクスワーゲンが立ち上げたブランド名のひとつである。「R」は「レーシング」の略。Rシリーズと呼ばれることもある。

## モデル

### ニュービートル RSi
Rライン第一弾として2001年に登場した全世界限定250台の希少モデル。
エンジンはVW得意の狭角V型エンジンでボーラに搭載されていた2.8Lベースに排気量をアップした6気筒3.2LSOHCを搭載し、駆動形式は4MOTIONと呼ばれるAWDであるが、これは基本的に前輪駆動で場合によっては後輪に動力を伝達する方式である。RSiについての詳細はフォルクスワーゲン・ニュービートル#バリエーション参照。

### ゴルフ R32
Rライン第二弾は大衆車のベンチマークとして、日本でも輸入車の代名詞と呼べるフォルクスワーゲン・ゴルフのIV型をベースとして登場した。名称の「32」は3.2Lの排気量がその由来である。車両寸法は全長4165mm、全幅1735mm、全高1435mmで重量は1460kg/1510kg（2ドア/4ドア）。外観はノーマルゴルフの魅力を損なうことがない程度にエアロパーツが屠られており、足廻りはかなり固く引締められている。マフラーは両側に一本ずつの二本出し。中身は基本的にRSiと同じであるが、細部のチューニングにより最大出力は241馬力まで引き上げられた（最大トルクは据え置き）タイヤサイズは225/40R18、内装はRSiほどスパルタンではないが、ケーニッヒ製バケットシートをフロントに採用している。ドイツにはこのIV型からDSG仕様があったが、その知名度、信頼性及び生産能力等の点で日本導入は見送りとなったため、6速マニュアルトランスミッション仕様のみ計900台が導入され、全世界累計14000台が販売された。R32と聞くと日本では日産・スカイラインを連想させるが、世界的にはこのモデルが有名である。
ゴルフのフルモデルチェンジ（IV→V）に伴い、R32としては二代目となったモデルでは車両寸法が全長4250mm、全幅1760mm、全高1505mmで重量は1540kg/1590kg（2ドア/4ドア）となり、ボディは大きく高剛性のものになったがR32としての基本コンセプトは変わっていない。ゴルフV型になって他グレードに採用されたエンジンの直噴化は見送られた。狭角V型6気筒3.2LはSOHCからDOHCとなっているが、あくまでも表記上の訂正であり形式は変っていない。しかし最大出力は250馬力まで引き上げられた（最大トルクは据え置き）。搭載されるトランスミッションは6速マニュアルトランスミッションと6速DSG、特にV型になって日本に初めて導入されたDSGの評価が高い。また先代では評価の分かれたケーニッヒ製シートに代わりレカロと共同開発したバケットシートがオプション装着可能である。外装はマットアルミ調のワッペングリルが装備され他グレードとの違いが明確となった。排気バルブを持つマフラーは中央（離れた）二本出しのツインタイプとなり、排気音は専任のチューナーが音色を「調律」したこだわりを持つ。（デザインについてはベースモデルの人気が関係しており、排気音については先代モデルの篭り気味なサウンドが良いとする意見と二代目の乾いた軽めの音が良いとする意見がある。）

### パサート R36
Rライン第三弾はゴルフVI型のR36になると言われていたが、VWのほとんどのモデルにこのRラインを設定する計画がかなり前倒しになったため、パサートをベースとしたこのモデルとなった。セダン、ヴァリアント共に設定されるが、日本仕様はパサートCCとの差別化が難しいとの理由でセダンが入らず、ヴァリアントのみの発売となる。
排気量はR32に搭載されているV型6気筒3.2LDOHCをさらにスープアップした3.6Lの直噴エンジン。これに伴い最大出力は299馬力となった。組み合わされるトランスミッションは6速DSG、駆動方式は4モーションとなる。

### トゥアレグ R50
Rライン第四弾はVWのプレミアムSUVトゥアレグがベースになっている。欧州モデルのトゥアレグV10TDIに搭載されていた4.9リッターV10ディーゼル・ターボエンジンのターボチャージャーを最適化するとともにエンジンマネージメントを改良し、37psと10.2kg-mの出力アップを果たしたハイチューン・エンジンを搭載し最高出力350ps/3500rpm、最大トルク86.7kg-m/2000rpm。トランスミッションはマニュアルモード付きの6速オートマチックトランスミッションを組み合わせる。
この結果、0～100km/h加速は通常のV10TDIを0.7秒上回る6.7秒を実現。最高速度はV10TDIプラス4km/hの235km/hとなっている。一方で燃費は通常のV10TDIと同じ7.9km/リッターを達成しており、速さと環境に対応したものとなっている。

### ゴルフ R
2010.1.14発表

### シロッコ R
2010.1.14発表
シロッコのスポーツタイプ